# Markala Airport
Markala Airport är en flygplats i Mali.   Den ligger i regionen Ségou, i den sydvästra delen av landet, 240 km nordost om huvudstaden Bamako. Markala Airport ligger 292 meter över havet.
Terrängen runt Markala Airport är mycket platt. Runt Markala Airport är det ganska tätbefolkat, med 116 invånare per kvadratkilometer. Närmaste större samhälle är Markala, 0,25 km norr om Markala Airport. Trakten runt Markala Airport består i huvudsak av gräsmarker.